# Romstadgan för Internationella brottmålsdomstolen
Romstadgan för Internationella brottmålsdomstolen (ofta bara Romstadgan) är grunddokumentet för bildandet av Internationella brottmålsdomstolen (ICC). Romstadgan antogs under en konferens i Rom den 17 juli 1998 och började gälla 1 juli 2002. I stadgan fastställs bland annat domstolens funktioner, jurisdiktion och organisation.
Sverige ratificerade stadgan 2001. I och med det är Sverige skyldigt att utlämna alla personer - även svenska medborgare - som blir åtalade vid domstolen.

## Jurisdiktion
Romstadgan definierar fyra internationella brott där Internationella brottmålsdomstolen har rätt att lagföra enskilda personer: 
- Folkmord
- Brott mot mänskligheten
- Brott mot krigets lagar
- Aggressionsbrott (enligt stadgeändringar som antogs vid en översynskonferens i Kampala i juni 2010.)[2][3]

Den 21 juni 2021 väntas en kommitté ledd av människorättsadvokaten Philippe Sands lägga ett förslag om att ekocid, storskalig miljöförstörelse, ska göras till ett brott i Romstadgan.

## Undertecknare
I juli 2025 har 125 stater undertecknat och ratifierat stadgan. Bland dessa finns alla länder i Sydamerika, nästan alla i Europa, hälften av alla afrikanska stater och majoriteten av staterna i Oceanien. Ytterligare 31 stater har skrivit under men inte ratifierat. 
Sverige undertecknade stadgan den 7 oktober 1998 och ratificerade den 2001. Sverige förklarade samtidigt att Justitiedepartementet är den kanal för domstolens framställningar som avses i stadgan.
Sudan, Israel, USA och Ryssland har meddelat att de inte längre vill ratifiera. Tidigare amerikanske presidenten Bill Clinton undertecknade för USA:s räkning stadgan under sin sista månad som president. Under George W. Bushs presidentskap återkallades undertecknandet. Det råder delade meningar om detta kan ske ensidigt och i så fall vilken betydelse detta kan ha. I alla händelser har USA aldrig ratificerat stadgan och är därför inte bunden, så återkallandet får ses endast som en klar markering utan direkt juridisk betydelse. Hade USA ratificerat stadgan så hade landet tvingats stänga alla sina fångläger - varav Guantánamobasen är den mest beryktade - runt om i världen omedelbart. USA har dessutom träffat ett antal bilaterala avtal med andra stater i vilka avtalats att amerikanska medborgare inte kan lagföras i annat land än USA.

## Fotnoter
1. 1 2  Stadgan på engelska och i översättning till svenska (SÖ 2002: 59) (PDF)
2. ↑  Regeringskansliet, Regeringen och (9 januari 2019). ”Aggressionsbrottet i svensk rätt och svensk straffrättslig domsrätt”. Regeringskansliet. https://www.regeringen.se/rattsliga-dokument/statens-offentliga-utredningar/2019/01/sou-201887/. Läst 19 juni 2021.
3. ↑  Pål Wrange (maj 2011). ”Aggressionsbrottet och Internationella brottmålsdomstolen”. Totalförsvarets folkrättsråd, Försvarsdepartementet. https://www.regeringen.se/49baf2/globalassets/regeringen/dokument/forsvarsdepartementet/folkrattsradet/folkrattsradets-skriftserie-aggressionsbrottet-och-internationella-brottsmalsdomstolen.pdf. Läst 19 juni 2021.
4. ↑  ”Björn Wiman: Det största brottet ger inte något straff”. DN.SE. 19 juni 2021. https://www.dn.se/kultur/bjorn-wiman-det-storsta-brottet-ger-inte-nagot-straff/. Läst 19 juni 2021.
5. ↑  ”Ekocid vinner stöd hos näringslivet”. Landets Fria. 8 juni 2021. https://landetsfria.nu/2021/nummer-230/ekocid-vinner-stod-hos-naringslivet/. Läst 19 juni 2021.
6. ↑  Scherman, Lena (22 juni 2021). ”Storskalig miljöförstöring kan bli ett straffrättsligt brott”. SVT Nyheter. https://www.svt.se/nyheter/inrikes/storskalig-miljoforstoring-kan-bli-ett-straffrattsligt-brott. Läst 22 juni 2021.
7. ↑  U.S. letter to U.N. Secretary-General Kofi Annan, CNN (engelska)
8. ↑   Why Bilateral Agreements with the U.S. are not valid under Art.98 of ICC Statute av Derechos.org

### FN
- Officiella ICC-sidan
- FN:s sida på engelska om Romfördraget för ICC

### Andra
- The Coalition for the International Criminal Court
- No Peace Without Justice — Member of the Steering Committee
- The Pitfalls of Universal Jurisdiction: Risking Judicial Tyranny av Henry Kissinger
  - Ett svar på Henry Kissingers uppsats av Benjamin B. Ferencz, en amerikansk åklagare vid Nürnbergprocessen.
- "International court hears anti-war claims", Richard Norton-Taylor, The Guardian, 6 maj 2005,